# Australian Rugby League 1995
La Australian Rugby League de 1995 fue la 88.ª edición del torneo de rugby league más importante de Australia.

## Formato
Los clubes se enfrentaron en una fase regular de todos contra todos, los ocho equipos mejor ubicados al terminar esta fase clasificaron a la postemporada.
Se otorgaron 2 puntos por el triunfo, 1 por el empate y ninguno por la derrota.

## Desarrollo

### Tabla de posiciones
| Pos. | Equipo                        | Encuentros | Encuentros | Encuentros | Encuentros | Tantos | Tantos | Tantos | Puntos |
| Pos. | Equipo                        | PJ         | PG         | PE         | PP         | F      | C      | Dif    | Puntos |
| ---- | ----------------------------- | ---------- | ---------- | ---------- | ---------- | ------ | ------ | ------ | ------ |
| 1    | Manly-Warringah Sea Eagles    | 22         | 20         | 0          | 2          | 687    | 248    | +439   | 40     |
| 2    | Canberra Raiders              | 22         | 20         | 0          | 2          | 634    | 255    | +379   | 40     |
| 3    | Brisbane Broncos              | 22         | 17         | 0          | 5          | 600    | 364    | +236   | 34     |
| 4    | Cronulla-Sutherland Sharks    | 22         | 16         | 0          | 6          | 516    | 287    | +229   | 32     |
| 5    | Newcastle Knights             | 22         | 15         | 0          | 7          | 549    | 396    | +153   | 30     |
| 6    | Canterbury-Bankstown Bulldogs | 22         | 14         | 0          | 8          | 468    | 352    | +116   | 28     |
| 7    | St. George Dragons            | 22         | 13         | 0          | 9          | 583    | 382    | +201   | 26     |
| 8    | North Sydney Bears            | 22         | 11         | 2          | 9          | 542    | 331    | +211   | 24     |
| 9    | Sydney City Roosters          | 22         | 12         | 0          | 10         | 466    | 406    | +60    | 24     |
| 10   | Auckland Warriors             | 22         | 13         | 0          | 9          | 544    | 493    | +51    | 24     |
| 11   | Western Reds                  | 22         | 11         | 0          | 11         | 361    | 549    | -188   | 22     |
| 12   | Illawarra Steelers            | 22         | 10         | 1          | 11         | 519    | 431    | +88    | 21     |
| 13   | Western Suburbs Magpies       | 22         | 10         | 0          | 12         | 459    | 534    | -75    | 20     |
| 14   | Penrith Panthers              | 22         | 9          | 0          | 13         | 481    | 484    | -3     | 18     |
| 15   | Sydney Tigers                 | 22         | 7          | 0          | 15         | 309    | 591    | -282   | 14     |
| 16   | South Queensland Crushers     | 22         | 6          | 1          | 15         | 303    | 502    | -199   | 13     |
| 17   | Gold Coast Chargers           | 22         | 4          | 1          | 17         | 350    | 628    | -278   | 9      |
| 18   | South Sydney Rabbitohs        | 22         | 4          | 1          | 17         | 319    | 686    | -367   | 9      |
| 19   | Parramatta Eels               | 22         | 3          | 0          | 19         | 310    | 690    | -380   | 6      |
| 20   | North Queensland Cowboys      | 22         | 2          | 0          | 20         | 269    | 660    | -391   | 4      |

|  | Postemporada. |

### Postemporada

#### Finales de clasificación
| 1 de septiembre | Newcastle Knights | 20 - 10 | North Sydney Bears |  |  |

| 2 de septiembre | Canberra Raiders | 14 - 8 | Brisbane Broncos |  |  |

| 7 de septiembre | Canterbury-Bankstown Bulldogs | 12 - 8 | St. George Dragons |  |  |

| 3 de septiembre | Manly-Warringah Sea Eagles | 24 - 20 | Cronulla-Sutherland Sharks |  |  |

#### Semifinales
| 9 de septiembre | Cronulla-Sutherland Sharks | 18 - 19 | Newcastle Knights |  |  |

| 10 de septiembre | Brisbane Broncos | 10 - 24 | Canterbury-Bankstown Bulldogs |  |  |

#### Finales Preliminares
| 16 de septiembre | Canberra Raiders | 6 - 25 | Canterbury-Bankstown Bulldogs |  |  |

| 17 de septiembre | Manly-Warringah Sea Eagles | 12 - 4 | Newcastle Knights |  |  |

#### Final
| 24 de septiembre | Manly-Warringah Sea Eagles | 4 - 17 | Canterbury-Bankstown Bulldogs | Sydney Football Stadium, Sídney |  |
|                  |                            |        |                               | Asistencia: 41.127 espectadores |  |

| Bandera de Australia                  |
| Campeón Canterbury-Bankstown Bulldogs |
| Séptimo título                        |